# Simrishamn (gemeente)
Simrishamn is een Zweedse gemeente in Skåne. De gemeente behoort tot de provincie Skåne län. Ze heeft een totale oppervlakte van 1266,6 km² en telde 19.470 inwoners in 2004.

## Plaatsen
Simrishamn (plaats) - Kivik - Gärsnäs - Borrby - Hammenhög - Skillinge - Sankt Olof - Brantevik - Östra Tommarp - Vik (Zweden) - Vitaby - Baskemölla - Simris - Gröstorp - Gladsax - Ravlunda - Gyllebo (westelijk deel) - Östra Hoby - Östra Vemmerlöv